# Delafield
Delafield és una població dels Estats Units a l'estat de Wisconsin. Segons el cens del 2000 tenia 6.472 habitants.

## Demografia
Segons el cens del 2000, Delafield tenia 6.472 habitants, 2.553 habitatges, i 1.856 famílies. La densitat de població era de 262,5 habitants per km².
Dels 2.553 habitatges en un 35,8% hi vivien nens de menys de 18 anys, en un 61,7% hi vivien parelles casades, en un 8% dones solteres, i en un 27,3% no eren unitats familiars. En el 22,2% dels habitatges hi vivien persones soles el 7,7% de les quals corresponia a persones de 65 anys o més que vivien soles. El nombre mitjà de persones vivint en cada habitatge era de 2,52 i el nombre mitjà de persones que vivien en cada família era de 2,97.
Per edats la població es repartia de la següent manera: un 26,6% tenia menys de 18 anys, un 5,7% entre 18 i 24, un 29,8% entre 25 i 44, un 27,1% de 45 a 60 i un 10,8% 65 anys o més.
L'edat mediana era de 39 anys. Per cada 100 dones de 18 o més anys hi havia 93,3 homes.
La renda mediana per habitatge era de 61.938$ i la renda mediana per família de 71.955$. Els homes tenien una renda mediana de 51.656$ mentre que les dones 30.253$. La renda per capita de la població era de 31.602$. Aproximadament el 2,3% de les famílies i el 3,4% de la població estaven per davall del llindar de pobresa.

## Poblacions més properes
El següent diagrama mostra les poblacions més properes.